# Hypersonic Missiles
Hypersonic Missiles è il primo album in studio del musicista britannico Sam Fender, pubblicato nel 2019.

## Tracce
1. Hypersonic Missiles – 3:57
2. The Borders – 5:32
3. White Privilege – 3:29
4. Dead Boys – 3:23
5. You're Not the Only One – 4:35
6. Play God – 3:45
7. That Sound – 3:25
8. Saturday – 3:01
9. Will We Talk? – 2:42
10. Two People – 3:56
11. Call Me Lover – 3:21
12. Leave Fast – 3:44
13. Use – 3:31